# Transporte ferroviário na Albânia

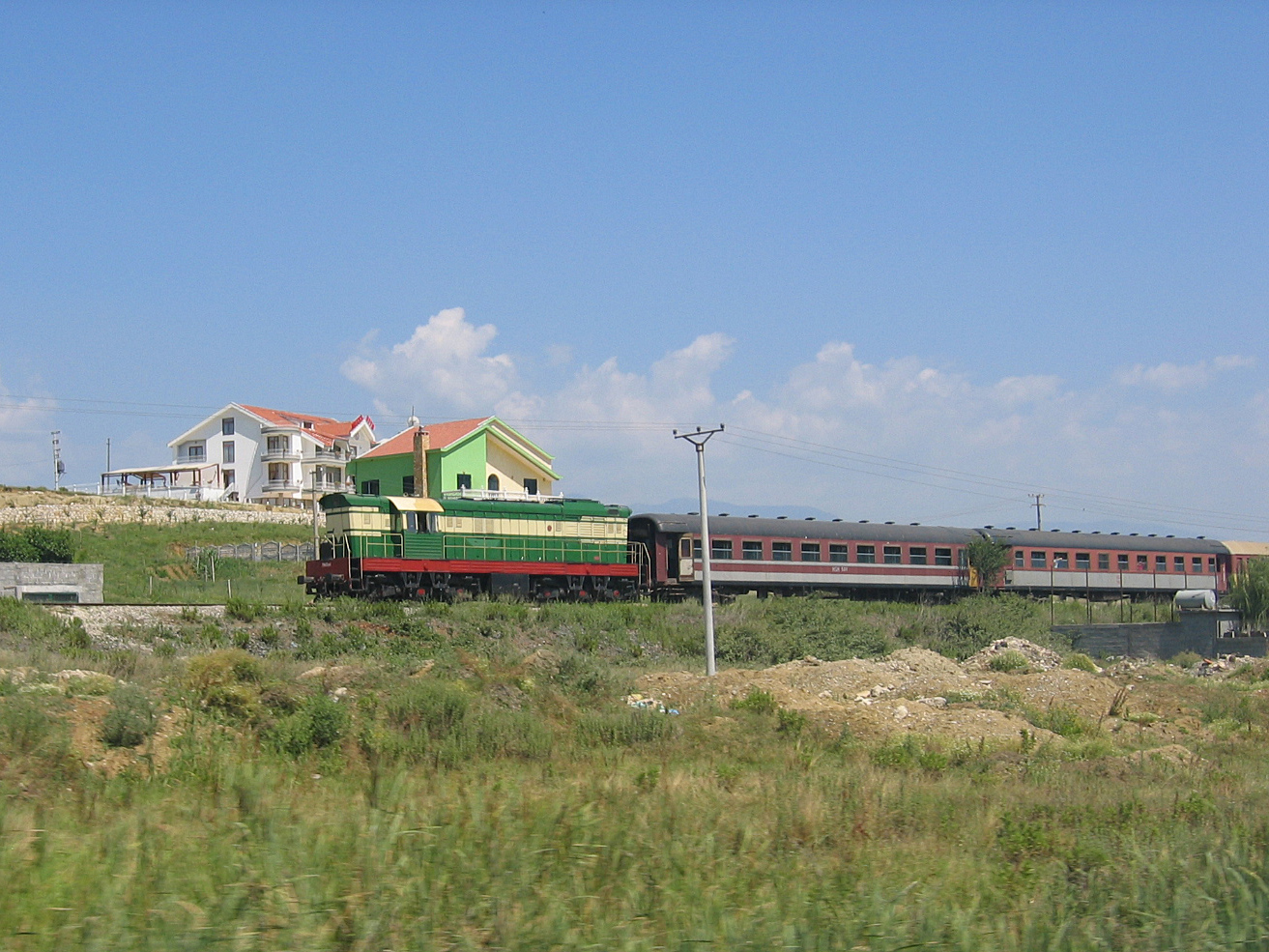
Locomotiva classe T-669 da HSH no percurso Tirana-Durrës.

O sistema ferroviário da Albânia tem uma extensão de 423 km em bitola internacional (1,435m) sendo administrada pela estatal Hekurudha Shqiptarë (literalmente: Caminho de ferro da Albânia) conhecida pela sigla HSH. Sua única ligação internacional é com Montenegro, embora essa conexão ferroviária entre os dois países seja somente utilizada no transporte de cargas.

## História

### Pré 1947
A história ferroviária da Albânia é recente, apesar de antes da década de 1940 existirem trechos de linhas de bitola estreita que foram destruídos durante a Primeira e a Segunda Guerra Mundial. Na Década de 1910 havia cerca de 300 km de ferrovias na Albânia que possuíam as bitolas de 0,60 e 0,75 m. Esses sistema ferroviário foi utilizado até o fim da década de 1920. Essas linhas eram em sua maior parte de empresas mineradoras.

### A retomada do transporte ferroviário

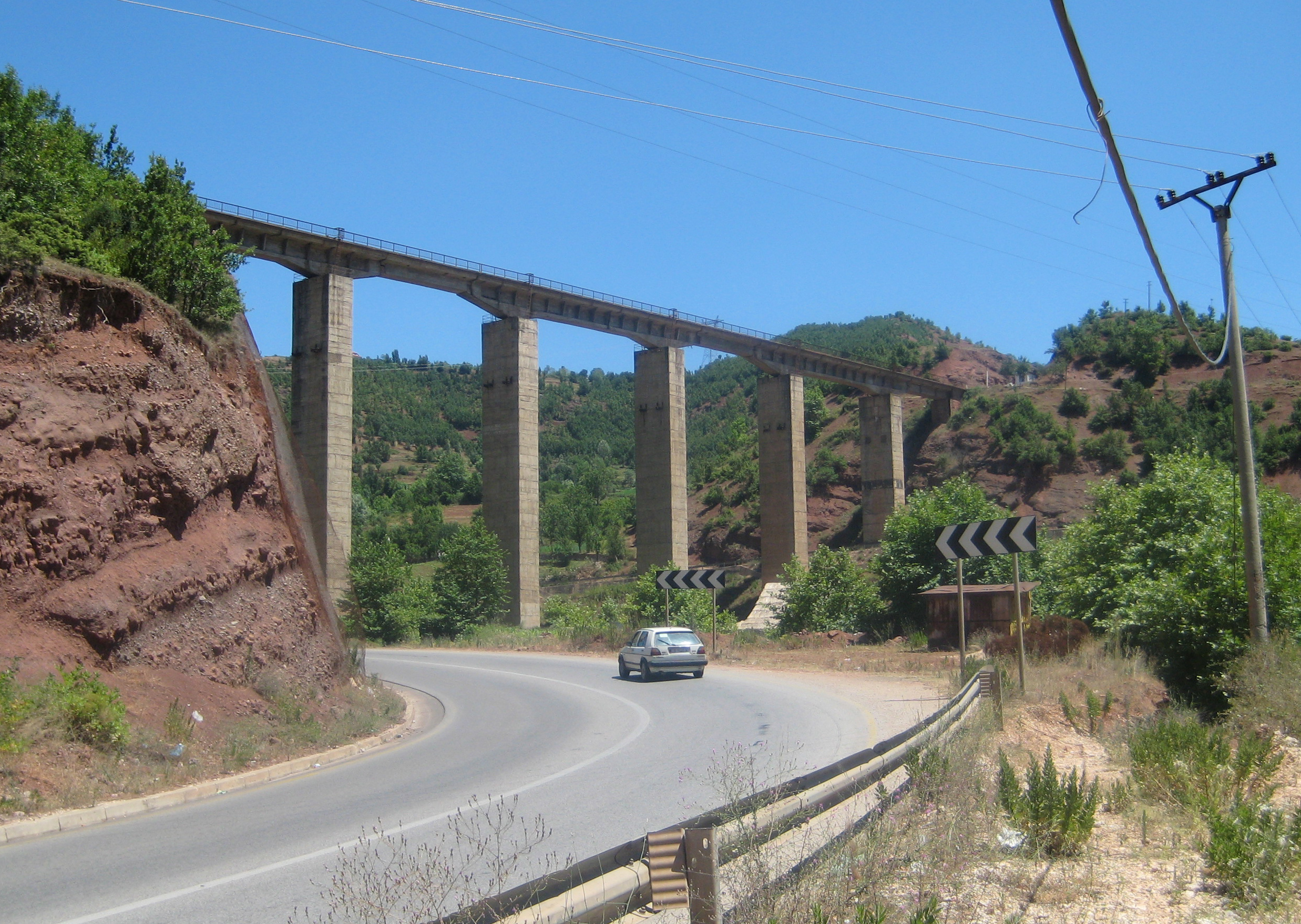
A Ponte Bushtrica localizada ao sul da cidade de Librazhd, no leste da Albânia, é a mais alta (47 metros) e extensa ponte do país (construída em 1973.

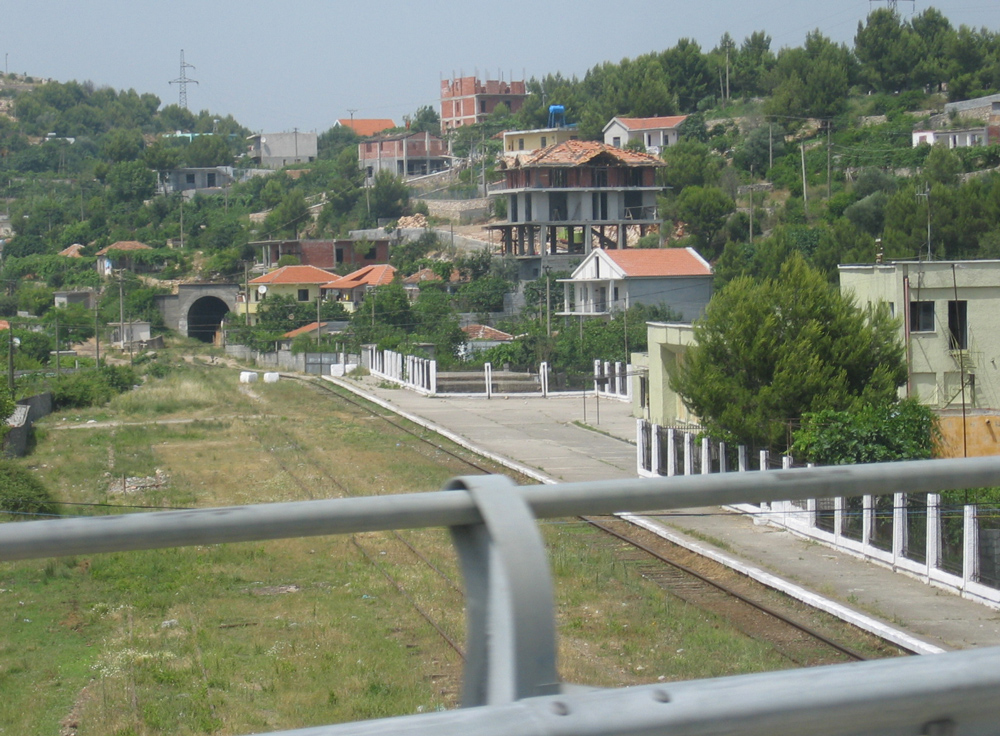
Estação ferroviária de Lezhë. Embora esteja em condições precárias, essa linha ainda é utilizada pela Hekurudha Shqiptarë.

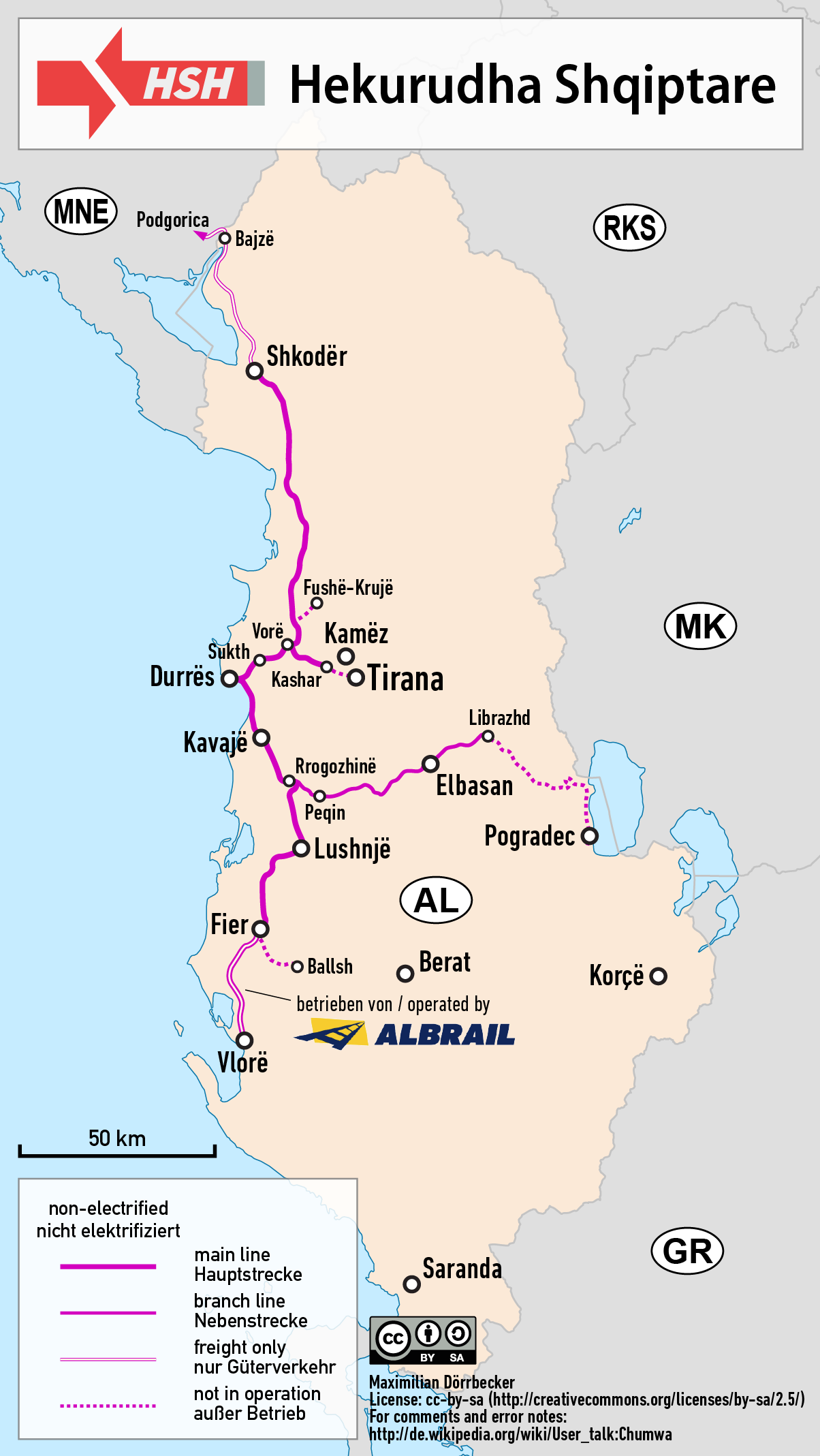

Em 7 de novembro de 1947 foi inaugurado pelo regime comunista de Enver Hoxha o primeiro trecho ligando as cidades de Durrës e Peqin. Durante os anos 50 em razão da influência soviética sobre o país, a Albânia começar a receber material rodante da União Soviética e do leste europeu. Em 1957 chegam as primeiras locomotivas a diesel do país (a maioria adquirida da empresa checa ČKD), e durante a década de 1960 o processo de implantação da tração diesel chegou ao seu auge.
Entre o fim da década de 1960 e o início da década de 1970 é construída a primeira ferrovia sobre as montanhas do país ligando Elbasan à Prrenjas.
Apesar desses avanços, o regime albanês de de Hoxha fica completamente isolado em relação ao mundo quando rompe relações com a União Soviética e com o bloco comunista, o que prejudica a obtenção de peças e equipamentos para manutenção da rede ferroviária.
Foi somente após a morte de Hoxha que a Albânia constituiu a sua primeira ligação ferroviária internacional, feita com o então estado de Montenegro da Iugoslávia em 1986.
Durante a década de 1990 ocorre a queda do regime comunista além de uma grave crise económica atingir o país em 1997 o que origina uma revolta popular onde trens e estações são depredados e incendiados. Nesse mesmo ano a ligação ferroviária internacional entre Albânia e Iugoslávia (atual Montenegro) tem seus trilhos retirados (essa ligação seria reconstruída em 2002).
Desde 2000 a Hekurudha Shqiptarë deixou de ser uma empresa estatal, tornando-se uma sociedade anônima pertencente ao estado albanês. Recentemente o monopólio da HSH foi quebrado sendo permitida a exploração do transporte de cargas por outras empresas.
Atualmente a rede ferroviária albanesa depende de um investimento considerável. O material rodante está se tornando obsoleto e o governo albanês até agora recorre a soluções de emergência (como a aquisição de material rodante de segunda mão da Alemanha, República Checa e Rússia, por exemplo). Embora o limite de velocidade da rede ferroviária albanesa seja de 80 km/h, a edição de 2007 do guia de horários europeu Thomas Cook European Rail Timetable informa que uma viagem entres Shkodër até Tirana (98 km) leva cerca de 3h30m.
O código UIC da Albânia é 41.

## Cobertura da rede
O sistema de transporte de passageiros da HSM é constituído pelas seguintes linhas:
-Shkodër–Milot–Vorë–Durrës–Rrogozhinë–Fier–Vlorë
-Vorë–Tirana
-Rrogozhinë–Elbasan–Pogradec
Os trilhos da linha Milot-Rubik-Rrëshen foram parcialmente removidos durante a separação de Montenegro. O sistema de transporte ferroviário foi amplamente promovido pelo regime de Hoxha, durante o qual o uso de transporte privado era proibido.
Após a queda do regime, o uso de automóveis e ônibus cresceu consideravelmente, embora algumas rodovias do país estejam em mau estado. Recentemente uma rodovia foi construída entre Tirana e Durrës, diminuindo a importância da ferrovia.

### Trechos abertos ao tráfego
| Trecho                          | Data de Abertura                                                                             |
| ------------------------------- | -------------------------------------------------------------------------------------------- |
| Durrës - Peqin                  | 7 de novembro de 1947                                                                        |
| Shkozet - Tirana                | 23 de fevereiro de 1949                                                                      |
| Peqin - Kraste; Paperr - Cerrik | 22 de dezembro de 1950                                                                       |
| Vorë - Lac                      | 7 de maio de 1963                                                                            |
| Rrogozhine - Fier               | 13 de outubro de 1968                                                                        |
| Kraste - Librazhd               | 20 de março de 1972                                                                          |
| Librazhd - Prenjas              | 10 de março de 1974                                                                          |
| Fier - Ballsh                   | 9 de março de 1975                                                                           |
| Prenjas - Pogradec              | julho de 1979                                                                                |
| Lac - Lezhë                     | abril de 1981                                                                                |
| Lezhë - Shkodër                 | 11 de novembro de 1981 (trens de passageiros desde 25 de janeiro de 1982)                    |
| Shkodër - Hani i Hotit          | 11 de janeiro de 1985 (tráfego regular a partir de 6 de agosto de 1986)                      |
| Fier - Narte                    | janeiro de 1985 (trens de passageiros desde 14 de outubro de 1985)                           |
| Narte - Vlorë                   | 14 de outubro de 1985                                                                        |
| Milot - Rreshen                 | 1989 (trens de passageiros desde 7 de janeiro de 1985)                                       |
| Shkodër - Bajzë                 | reaberto em fevereiro de 1996 sendo destruído em 1997 durante a revolta popular de 1997      |
| Bajzë - Han-i-Hotit             | reabertura cancelada em 15 de novembro de 1996                                               |
| Bajzë - Han i Hotit             | reaberto para cargas em 6 de março de 1997 sendo destruído durante a revolta popular de 1997 |
| Bajzë - Hani i Hotit            | reaberto para cargas em abril de 2002, após ser fechado em 1997                              |
| Shkodër - Bajze                 | reaberto em 6 de março de 2003                                                               |